# Heidelbergse dispuut
Het Heidelbergse dispuut vond plaats op 26 april 1518 in de collegezaal van de universiteit van Heidelberg, als onderdeel van het generaal kapittel van de hervormingscongregatie van de Augustijner orde. Maarten Luther was aanwezig en verdedigde zijn stellingen, die uitmondden in een tegenstelling tussen goddelijke liefde en menselijke liefde, vooral de stellingen 19 tot 24 , het contrast tussen de theologia crucis, en de theologia gloriae.
Luther stelde dat onze kennis van het Wezen van God moet worden afgeleid uit de studie van Christus in Zijn vernedering en het lijden aan het kruis en niet dat een ware kennis van God kan worden verkregen door de studie van de natuur.
Martin Bucer, die een van de toehoorders was, werd nadien een groot aanhanger, Johannes Eck daarentegen werd een groot tegenstander, zie het beroemde dispuut van Leipzig (Leipziger Disputation).